# Bajannuur, Bajan-Ölgij
Bajannuur (ryska: Баян-Нур, mongoliska: Баяннуур Сум, Баяннуур, Bayannuur Sum) är ett distrikt i Mongoliet. Det ligger i provinsen Bajan-Ölgij, i den västra delen av landet, 1 200 km väster om huvudstaden Ulan Bator.